# La Befana vien di notte II - Le origini
La Befana vien di notte II - Le origini è un film italiano del 2021 diretto da Paola Randi.
Nonostante il titolo, non è il sequel del film La Befana vien di notte (2018), bensì il prequel, come dice il sottotitolo.

## Trama
A metà del XVIII secolo, in una cittadina dell'Italia centrale, il barone Gian Rodolfo De Michelis aspira a divenire ministro di polizia dello Stato Pontificio e ha un odio viscerale per le streghe, che ritiene essere state le responsabili della morte della sua promessa sposa, Bettina, deceduta anni prima. Il vescovo, monsignor Bastoni, ritenendolo però inadeguato alla carica, scrive una lettera indirizzata al papa in cui lo raccomanda di non acconsentire alla nomina. Il barone, che è venuto a conoscenza della cosa, va a fargli visita nottetempo e, al rifiuto del prelato di consegnargli la lettera, ordina allora ai propri sgherri di uccidere il monsignore. Nella casa si era introdotta per rubare anche Paola Diotallevi, una giovane ladruncola, che viene scoperta dal barone e accusata da lui di essere una strega e di aver ucciso il monsignore, condannandola alla morte sul rogo. Tuttavia, al momento dell'esecuzione, interviene la strega buona Dolores, che salva la ragazzina gettando nel fuoco una polvere che genera una nuvola di fumo blu e la porta nella sua dimora nel folto della foresta, dove vivono anche altri ragazzi orfani, le cui madri sono state accusate di stregoneria.
A casa di Dolores, Paola si trova costretta a fare i lavori di casa e a seguire le lezioni di Dolores assieme agli altri orfani, cose che non le vanno a genio. Si interessa, invece, alle polveri e alle pozioni magiche di Dolores per compiere dei nuovi furti: in particolare intende rubare la Madonna delle Tre Campane, una statua d'oro conservata nella cattedrale. A tale scopo trasforma in maiali - credendo di avere usato una pozione sedativa - i ragazzi di Dolores, che l'hanno scoperta nell'antro col suo complice, Pallina, e stordisce le guardie per commettere il furto. Viene sorpresa dal barone, che ha saputo dove si trova da un'altra strega, ma riesce a fuggire. È poi raggiunta da Dolores, che non ne approva la condotta; tuttavia, riconoscendo in lei la depositaria di un'antica profezia, la colpisce con un vortice magico per risvegliarne i poter nascosti. 
Il barone, che deve a tutti i costi recuperare la statua per tornare nelle grazie del papa, prova alcune delle polverine contenute nelle provette perse da Paola sui suoi sgherri (uno esplode, l'altro si lancia dalla finestra credendosi un uccellino e l'ultimo ottiene un corpo erculeo e una folta chioma, venendo poi gettato nelle segrete da De Michelis). Poi usa su di sé l'ultima polverina, ottenendo lui stesso un fisico erculeo e una folta chioma al posto del riporto di capelli. Dolores, Paola e Pallina salvano i ragazzi trasformati in maiali, di cui si era impadronito un macellaio. Mentre a casa preparano l'antidoto, Dolores, che era stata colpita da un proiettile sparato dal barone, si mette a vaneggiare in francese di un figlio che le è stato sottratto. In quel momento fa irruzione il barone, che dopo aver preso la statua, al cui interno era nascosta la lettera del vescovo, chiude la casa a chiave con dentro i suoi abitanti e poi appicca il fuoco. Dolores dà fondo alle sue energie per teletrasportare i suoi ragazzi all'esterno e svanisce. 
Paola ha una visione di Dolores che le consegna la sua scopa volante; quando si risveglia trova due degli orfani che le dicono che gli altri sono stati presi dagli sbirri e condotti nelle segrete. L'intenzione del barone è infatti di affogarli dopo aver allagato i sotterranei, per sterminare quella che ritiene essere progenie stregonesca. Per salvarli, Paola si traveste da giovane nobildonna per partecipare al ricevimento che il barone dà nel suo palazzo, durante il quale le capita di ballare con il padrone di casa, ignaro della vera identità della ragazza. Viene successivamente scoperta, ma riesce a dare a papa Benedetto XIV, recatosi sul posto per dare ufficialmente l'incarico al barone, la lettera scritta a suo tempo dal monsignore; non solo il papa revoca la nomina, ma ordina anche di arrestarlo assieme ai suoi genitori, il marchese e la marchesa De Michelis, che a suo tempo avevano ucciso l'amata del figlio, ritenendola di rango troppo inferiore. Il barone, reso cieco dall'ira, aggredisce i genitori e il papa, e si mette in testa la sua mitra, proclamandosi antipapa. Paola, ora in pieno possesso dei suoi poteri, neutralizza il barone e libera gli orfani dalla prigione; guida infine una danza liberatoria a cui partecipano tutti i presenti. I fuochi d'artificio che ha sparato, toccando terra, si trasformano in caramelle vicino ai bambini e in carbone addosso al barone, che ha ripreso il suo aspetto originario. Paola prende infine il volo sulla sua scopa: è nata la Befana.

## Distribuzione
Il film è stato distribuito a partire dal 30 dicembre 2021.